# تشاه موتور شهدا (يونسي)
تشاه موتور شهدا (بالإنجليزية: Chah-e Mutur Shahida)‏ هي مستوطنة تقع في إيران في قسم يونسي الريفي.